# Мемориальные доски Обнинска
Мемориа́льные до́ски О́бнинска — мемориальные (памятные) доски, установленные в Обнинске для увековечения известных персоналий и событий.

## Правила установки мемориальных досок в Обнинске
Установка мемориальной доски в Обнинске осуществляется в соответствии с муниципальным документом «Положение о порядке установки памятников и мемориальных досок». Мемориальная доска может быть установлена не ранее, чем через два года после смерти лица, которому она посвящена. С помощью мемориальной доски могут быть увековечены следующие лица:
- имеющие правительственные награды;
- принёсшие значительную пользу городу и государству;
- олимпийские чемпионы или трёхкратные чемпионы мира;
- погибшие при исполнении воинского долга.

Ходатайства государственных и общественных организаций об установке мемориальных досок рассматриваются топонимической комиссией при Администрации города Обнинска. В случае положительного заключения топонимической комиссии окончательное решение об установке мемориальной доски принимает Обнинское городское Собрание.
Изготовление и установку мемориальной доски оплачивает организация-инициатор, которая может объявить сбор денежных средств. Бюджетные средства для установки мемориальных досок, как правило, не привлекаются.
«Положение о порядке установки памятников и мемориальных досок» не распространяется на частные дома, но ни одного случая установки мемориальной доски на частном доме в Обнинске не известно.

## Мемориальные доски, не соответствующие муниципальным правилам
По ходатайству Учебного центра ВМФ в Обнинске установлена мемориальная доска командиру реакторного отсека атомной подводной лодки К-19 Михаилу Красичкову, который был одним из ключевых участников предотвращения теплового взрыва правого ядерного реактора лодки в результате аварии 4 июля 1961 года. Красичков по стечению обстоятельств не только не погиб при устранении аварии, но прожил после неё почти 48 лет и был последним оставшимся в живых свидетелем трагедии.
В настоящее время на рассмотрении топонимической комиссии при Администрации города Обнинска находится предложение по установке мемориальной доски правофланговому парада Победы Фёдору Легкошкуру, который не соответствует ни одному условию «Положения о порядке установки памятников и мемориальных досок» в Обнинске.

## Общие сведения
Существовавшая в Обнинске должность специалиста по охране памятников была упразднена в начале 2000-х годов. С этим обстоятельством связано то, что даже при небольшом количестве обнинских мемориальных досок точное их количество неизвестно. По подсчётам обнинских краеведов, мемориальных досок в городе примерно 25, и около половины из них установлены после 1991 года.
На существующих персональных мемориальных досках увековечены только учёные и военные. Их все можно разделить на три условных типа: «здесь жил», «здесь работал или учился», «его именем названа улица или площадь». Двум персоналиям, Василию Мигунову и Леониду Осипенко, установлено по две доски: Мигунову — на здании школы № 1 и на одном из домов по улице его имени; Осипенко — на доме, где он жил, и на одном из домов по улице его имени.

## Установленные мемориальные доски

### Персоналии (в алфавитном порядке)

#### Александру Алымову

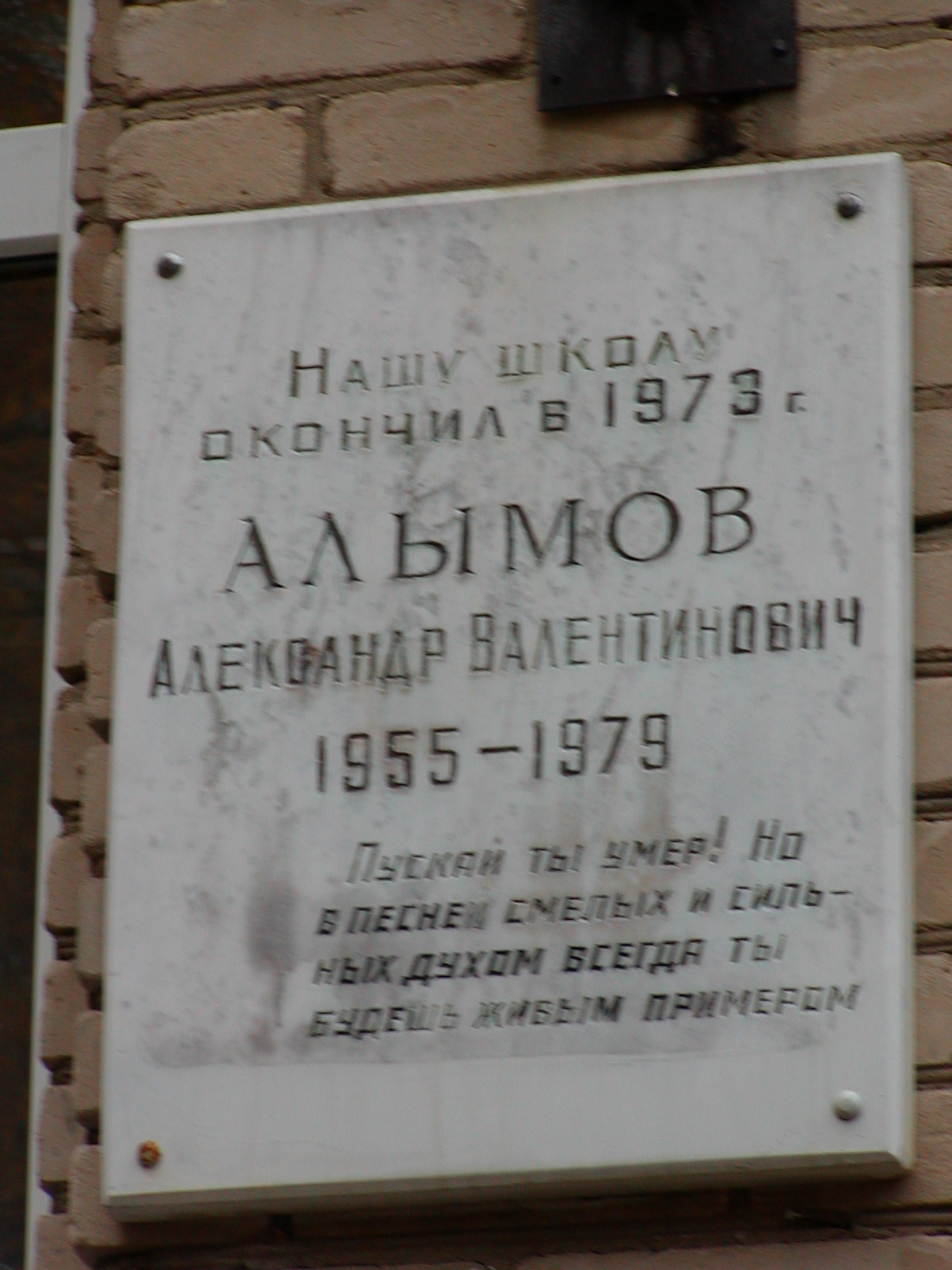
Мемориальная доска Александру Алымову на фасаде школы № 6

Мемориальная доска выпускнику школы № 6 Александру Валентиновичу Алымову (1955—1979) установлена в 1979 году на правой части фасада школы на доме № 13 по улице Гурьянова. Александр Алымов — советский военный лётчик, погибший в месте своей службы в Казахстане (в то время входившем в состав СССР). Отказавшись от катапультирования, ценой собственной жизни Алымов отвёл вышедший из строя и падающий самолёт от населённого пункта. В отличие от большинства подобных случаев в то время, подвиг Алымова — благодаря обнинской газете «Вперёд» — получил огласку в феврале 1979 года.

#### Нине Антоненко
Мемориальная доска председателю Обнинского горисполкома в 1966—1982 годах, Почётному гражданину города Обнинска (1983) Нине Степановне Антоненко (1921—2005) установлена на доме № 10 по улице Мира, в котором Антоненко жила с 1966-го по 1982 год.
Доска была открыта 19 июля 2007 года. На церемонии открытия выступили глава администрации Обнинска Николай Шубин, бывший заместитель и преемник Антоненко на посту председателя Обнинского горисполкома Пётр Напреенко, почётный директор ОНПП «Технология» Александр Ромашин, директор Лицея Раиса Маслевская, директор Дома культуры Физико-энергетического института Виктор Велижев и другие.

#### Николаю Балакиреву
Мемориальная доска лётчику-штурмовику, участнику Второй мировой войны, участнику Парада Победы на Красной площади 24 июня 1945 года, Герою Советского Союза (1944) Николаю Михайловичу Балакиреву (1922—2001) установлена на доме № 5 по улице Звёздной, где он жил в 1976—2001 годах.

#### Дмитрию Блохинцеву
Мемориальная доска начальнику Лаборатории «В» (позже — Физико-энергетический институт) в 1950—1956 годах, члену-корреспонденту Академии наук СССР, лауреату Ленинской премии (1957), Сталинской премии первой степени (1952) и Государственной премии СССР (1971), Герою Социалистического Труда (1956) Дмитрию Ивановичу Блохинцеву (1908—1979) установлена на доме № 1 по улице Блохинцева на пересечении улицы Блохинцева и проспекта Ленина (другой адрес того же дома — проспект Ленина, 22/8). Главное назначение мемориальной доски — объяснить, в честь кого названа улица.
Мемориальная доска установлена после переименования в 1979 году улицы Спортивной в улицу Блохинцева в связи со смертью Блохинцева и увековечением его памяти.

#### Игорю Бондаренко

Мемориальная доска Игорю Бондаренко на площади Бондаренко

Мемориальная доска безвременно умершему в возрасте 37 лет физику-экспериментатору, лауреату Ленинской премии (1960) Игорю Ильичу Бондаренко (1926—1964) установлена на площади Бондаренко на административном здании Физико-энергетического института, примыкающем к площади. Главное назначение мемориальной доски — объяснить, в честь кого названа площадь.

#### Евгению Ворожейкину
Евгений Фёдорович Ворожейкин (1923—2005) — основоположник обнинского краеведения, преподаватель математики и физики обнинской школы № 1 и Обнинского института атомной энергетики, Почётный гражданин города Обнинска. Отпустивший в 1986 году бороду Ворожейкин сам стал достопримечательностью и одним из символов Обнинска. Мемориальная доска Евгению Ворожейкину на доме № 5 по улице Блохинцева установлена в пятилетнюю годовщину его смерти — 23 декабря 2010 года. В однокомнатной квартире этого дома Ворожейкин жил с 1957 по 2005 год.

#### Михаилу Гурьянову
Гурьянов, Михаил Алексеевич

#### Георгию Жукову
Жуков, Георгий Константинович

#### Георгию Зедгенидзе
Мемориальная доска основателю и первому директору Института медицинской радиологии Академии медицинских наук СССР (ныне Медицинский радиологический научный центр Минздравсоцразвития России) (1958—1973), академику Академии медицинских наук СССР (1960) Георгию Артемьевичу Зедгенидзе (1902—1994) установлена на административном здании МРНЦ.

#### Алексею Карабашу
Мемориальная доска химику и изобретателю, одному из создателей первой советской атомной бомбы РДС-1 и первой в мире Обнинской АЭС Алексею Георгиевичу Карабашу (1912—2003) установлена в Физико-энергетическом институте, в котором Карабаш работал с 1950 года до смерти в 2003 году. На открытии памятной доски выступили научный руководитель ФЭИ В. И. Рачков и — с воспоминаниями об А. Г. Карабаше — Н. А. Козлова, Е. В. Сулим, Н. Ф. Коновалова, В. П. Усачёва, А. Б. Соколов.

#### Александру Каратыгину
Мемориальная доска сотруднику Физико-энергетического института, в 1953 году ценой риска для жизни предотвратившем радиационную аварию на производственном объединении «Маяк», Александру Александровичу Каратыгину (1914—1989) установлена на доме № 9а по улице Пирогова, в котором он жил в 1964—1989 годах.

#### Алексею Кардашину
Кардашин, Алексей Владимирович

#### Михаилу Красичкову
Мемориальная доска командиру реакторного отсека атомной подводной лодки К-19, одному из ключевых участников предотвращения теплового взрыва ядерного реактора лодки после аварии 4 июля 1961 года Михаилу Васильевичу Красичкову (1933—2009) установлена на доме № 33 по улице Победы 29 июля 2012 года (в День Военно-Морского Флота).
По поводу открытия мемориальной доски Красичкову депутат Законодательного собрания Калужской области Александр Трушков, находящийся в оппозиции администрации Обнинска, написал в одном из обнинских форумов:
Вы знаете, у меня в последнее время складывается ощущение, что я живу в каком-то Североморске. Или в Видяево. Или ещё где-то, где профессия подводника считается основной и непреложной. Но ведь это не так. Я вырос в городе науки и знать не знал до окончания школы, что у нас есть центр обучения. Но и то, что он все-таки тут присутствует, не означает того, что теперь мы стали городом под флагом ВМФ. Я никоим образом не собираюсь непочтительно относиться к памяти героя морфлота, и установку доски, конечно, приветствую. Но на одну доску подводнику я хочу видеть десять досок учёным, физикам, врачам, биологам, профессорам, преподавателям, биологам, метеорологам и прочим Личностям моего города. Если одна школа города поименована именем героя флота, отчего остальные не могут носить званий тех, кому наш город обязан своим рождением и взлётом?
Обнинская журналистка Виктория Стасевич ответила ему на это:
Мемориальных досок в городе немало на самом деле. Просто «подводники» сосредоточились в одном месте — там и бюст, и рубка, и доска, и школа — всё рядом. Да и остальным горожанам и событиям посвящено немало памятных знаков, надо только открыть глаза.

#### Александру Лейпунскому

Мемориальная доска Александру Лейпунскому на улице Лейпунского

Мемориальная доска Александру Ильичу Лейпунскому (1903—1972) установлена на правой стороне фасада дома № 2 по улице Лейпунского. Сам Лейпунский ни в этом доме, ни на этой улице никогда не жил. Главное назначение мемориальной доски — объяснить, в честь кого названа улица.
Мемориальная доска установлена после переименования в 1972 году улицы Солнечной в улицу Лейпунского.
На мемориальной доске Лейпунскому отчётливо видны следы вандализма.
На том же доме, на левой стороне фасада, установлена мемориальная доска Николаю Тимофееву-Ресовскому, который жил в этом доме.

#### Николаю Лучнику
Лучник, Николай Викторович

#### Василию Ляшенко
Ляшенко, Василий Саввич

#### Анатолию Мальскому
Мемориальная доска первому директору приборного завода «Сигнал», Герою Социалистического Труда, дважды лауреату Сталинской премии, лауреату Ленинской премии Анатолию Яковлевичу Мальскому.

#### Василию Мигунову на здании школы № 1

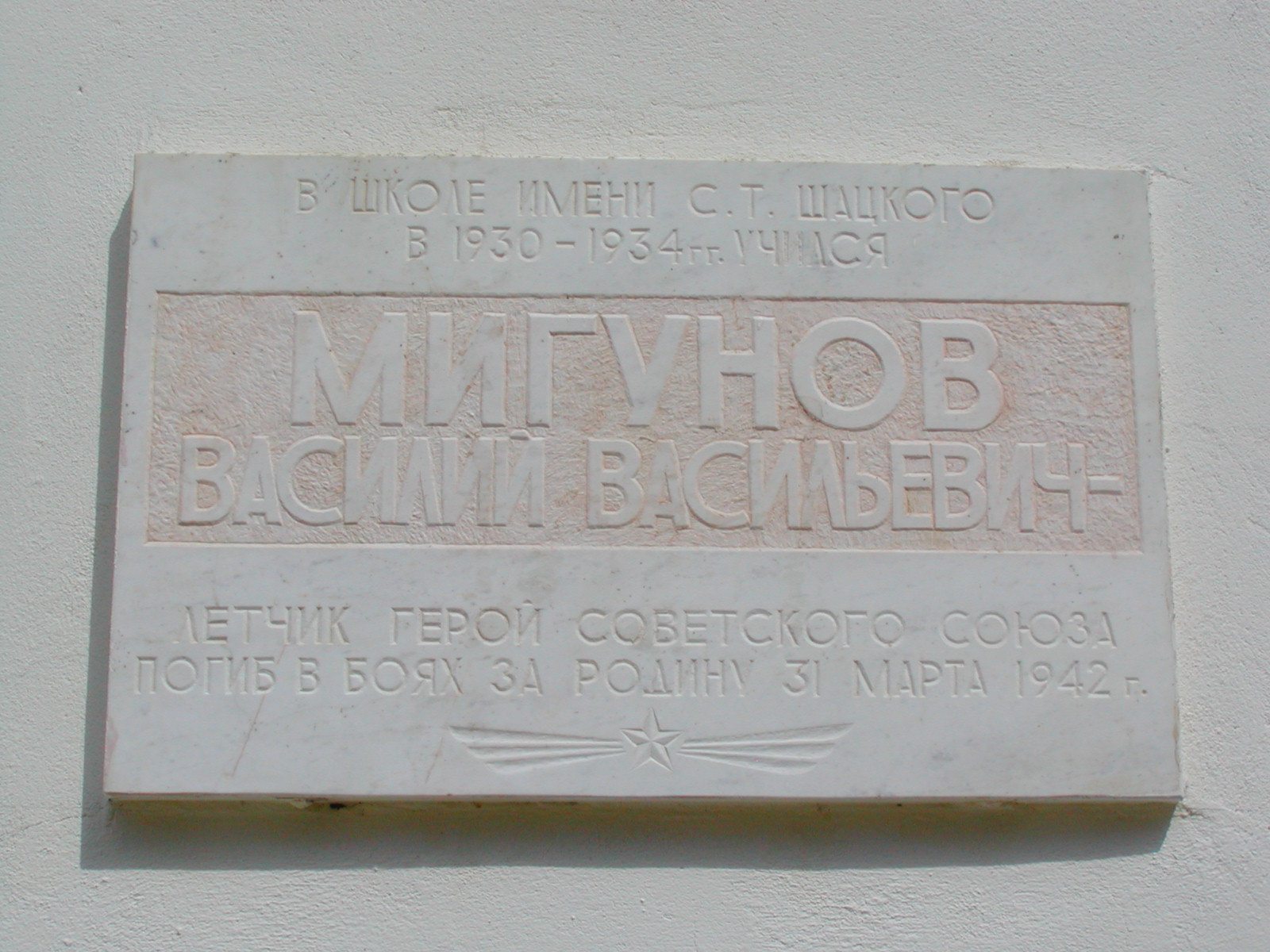
Мемориальная доска в честь Василия Мигунова на фасаде школы № 1 имени С. Т. Шацкого

Мигунов, Василий Васильевич

#### Василию Мигунову на улице Мигунова

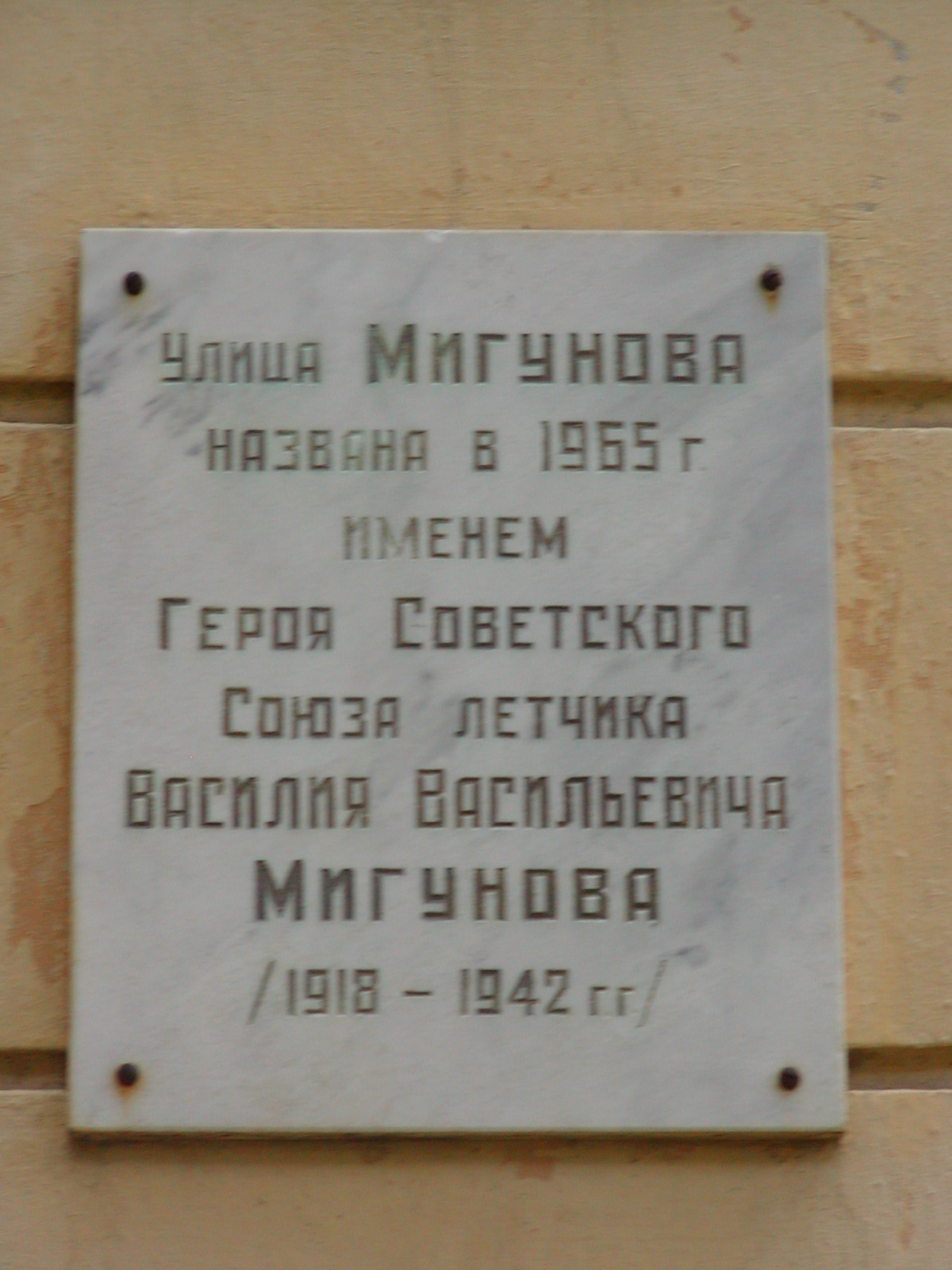
Мемориальная доска в честь Василия Мигунова на доме № 1 по улице Мигунова

Мигунов, Василий Васильевич

#### Леониду Осипенко на доме, где он жил
Осипенко, Леонид Гаврилович

#### Леониду Осипенко на улице Осипенко
Осипенко, Леонид Гаврилович

#### Николаю Тимофееву-Ресовскому

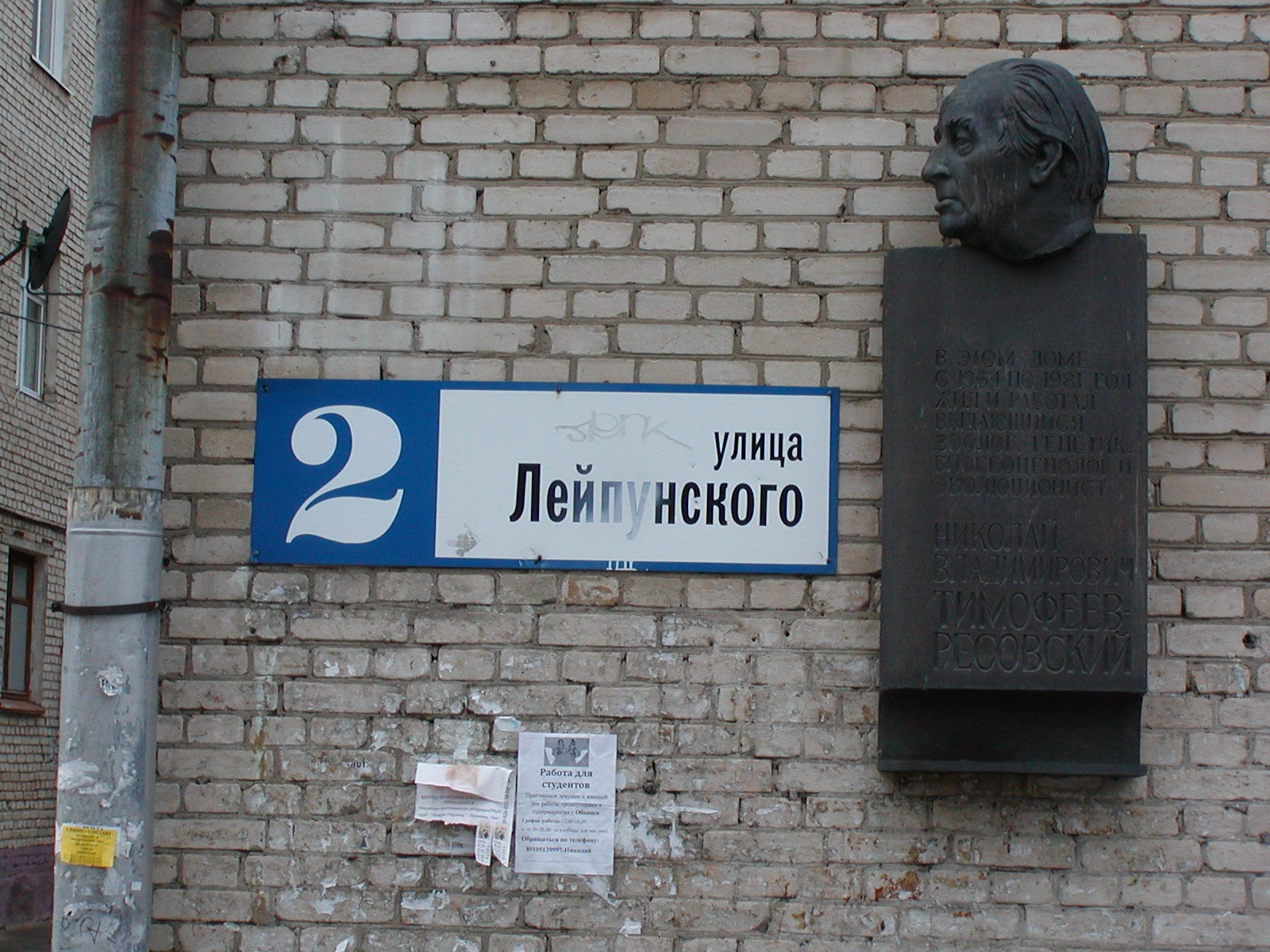
Мемориальная доска Николаю Тимофееву-Ресовскому на доме, где он жил

Тимофеев-Ресовский, Николай Владимирович

#### Илье Трушкову
Мемориальная доска Герою Советского Союза Илье Трушкову (1925—1993) установлена на доме № 7 по улице Аксёнова, в котором Трушков жил с 1977 года до смерти в 1993 году.

### Здания в связи с событиями (в алфавитном порядке)

#### Турлики (усадьба)
На здании усадьбы Турлики, в котором в то время находился профилакторий Физико-энергетического института, в 1965 году установлена мемориальная доска о дислокации в нём штаба Западного фронта в 1942—1943 годах.
В церемонии открытия мемориальной доски принял участие Герой Советского Союза Алексей Кардашин, переселившийся в Обнинск после увольнения из Советской Армии в 1959 году и работавший в то время директором единственного в Обнинске кинотеатра «Мир». При этом Кардашин, воевавший на нескольких фронтах Второй мировой войны, на Западном фронте никогда не воевал.

## Планируемые мемориальные доски
Новые мемориальные доски появятся в муниципальном районе «Заовражье» на первых домах по новым улицам, названным в честь Нины Антоненко, Ефима Славского, Иосифа Табулевича, Владимира Малых, Валерия Брюсова, Исаака Левитана, Дмитрия Архангельского, Василия Поленова.

## Не установленные по причине отказа мемориальные доски
- Глазкова, Александра, руководитель балетной студии ДК ФЭИ. Обнинское городское Собрание отказало в установке мемориальной доски инициативной группе, объединявшей балетмейстеров Обнинска.